# 강도
| |
| 형법 刑法 |
| 형법학 · 범죄 · 형벌 죄형법정주의 |
| 범죄론 |
| 구성요건 · 실행행위 · 부작위범 간접정범 · 미수범 · 기수범 · 중지범 불능범 · 상당인과관계 고의 · 고의범 · 착오 과실 · 과실범 공범 · 정범 · 공동정범 공모공동정범 · 교사범 · 방조범 |
| 항변 |
| 위법성조각사유 · 위법성 · 책임 · 책임주의 책임능력 · 심신상실 · 심신미약 · 정당행위 · 정당방위 · 긴급피난 · 오상방위 · 과잉방위 · 강요된 행위                                     |
| 죄수 |
| 상상적 경합 · 연속범 · 병합죄 |
| 형벌론 |
| 사형 · 징역 · 금고 벌금 · 구류 · 과료 · 몰수 법정형 · 처단형 · 선고형 자수 · 작량감경 · 집행유예                                                                                  |
| 대인범죄 |
| 보통살인죄 · 존속살해죄 · 자살교사·방조죄 |
| 촉탁승낙살인죄 · 영아살해죄 · 낙태죄 |
| 상관살해죄 |
| 폭행죄 · 상해치사죄 · 절도죄 |
| 성범죄 · 성매매알선 · 강간죄 |
| 유괴 · 과실치사상죄 · |
| 대물범죄 |
| 손괴죄 · 방화죄 |
| 절도죄 · 강도죄 · 사기죄 |
| 사법절차 방해죄 |
| 공무집행방해죄 · 뇌물죄 |
| 위증죄 · 배임죄 |
| 미완의 범죄 |
| 시도 · 모의 · 공모 |
| 형법적 항변 |
| 자동증, 음주 & 착오 |
| 정신 이상 · 한정책임능력 |
| 강박 · 필요 |
| 도발 · 정당방위 |
| 다른 7법 영역 |
| 헌법 · 민법 · 형법 |
| 민사소송법 · 형사소송법 · 행정법 |
| 포털: 법 · 법철학 · 형사정책 |
| v • d • e • h |

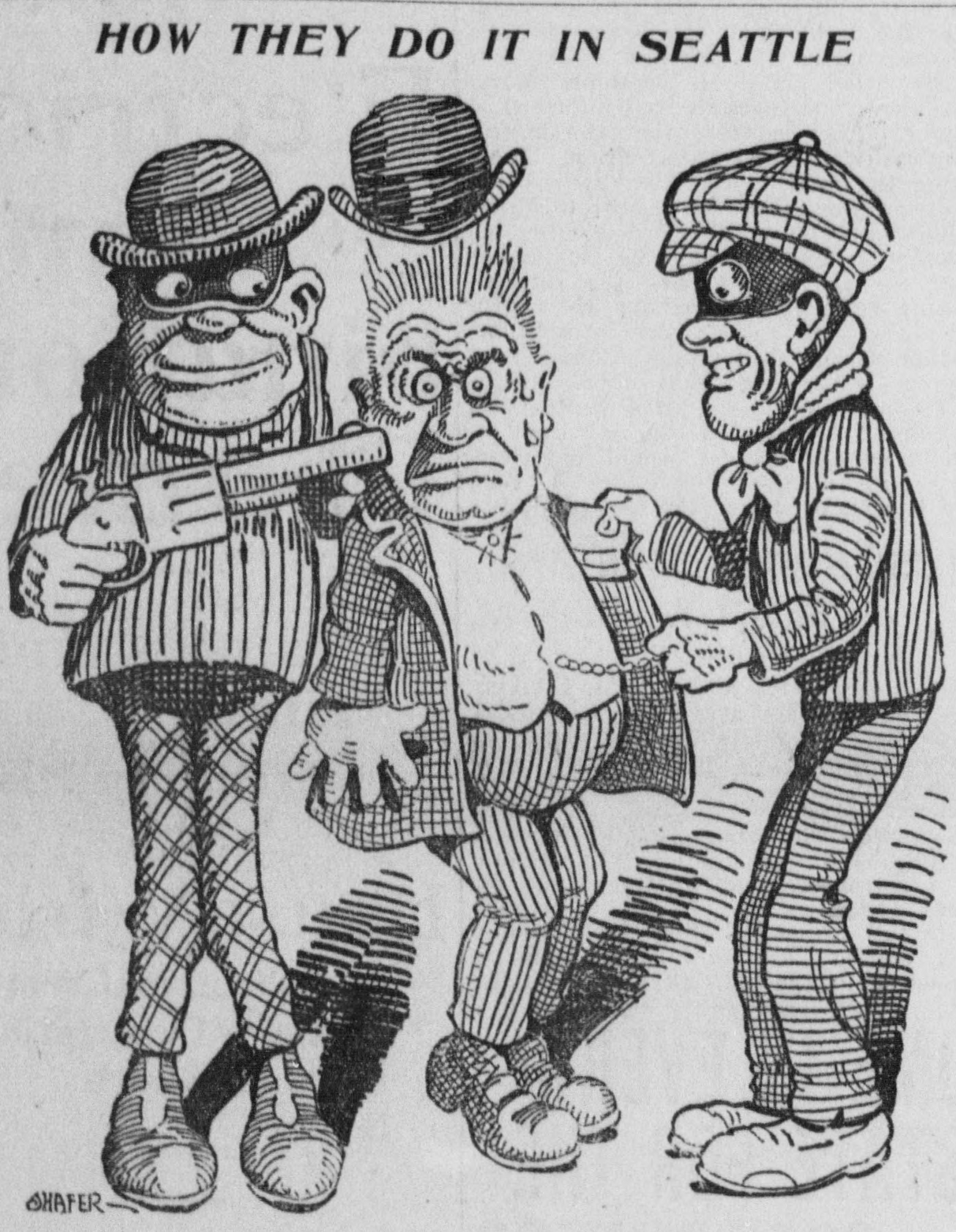

강도(強盜)는 다른 사람의 재산을 빼앗는 범죄자를 말한다. 대한민국의 법(法)에서는 '폭행 또는 협박으로 타인의 재물을 강취하거나 기타 재산상의 이익을 취득하거나 또는 제3자로 하여금 이를 취득하게 하는 자'라고 규정하고 있다.

## 대한민국의 강도죄

### 분류
1. 단순강도죄(형법 333조) : 폭행, 협박으로 타인의 재물을 강취(強取)하거나, 기타 재산상의 이익을 취득하거나, 제3자로 하여금 이를 취득하게 함으로써 성립하는데, 처벌은 3년 이상의 유기징역에 처한다.
2. 특수강도죄(형법 334조):야간에 사람의 주거, 간수하는 저택·건조물이나 선박 또는 점유하는 방실에 침입하거나, 또는 흉기를 휴대하거나 2인 이상이 합동하여 강도죄를 범함으로써 성립하는데, 처벌은 무기 또는 5년 이상의 유기징역에 처한다.
3. 준강도죄(형법 335조):절도가 재물의 탈환을 항거하거나 체포를 면탈하거나 죄적(罪跡)을 인멸할 목적으로 폭행 또는 협박을 가함으로써 성립하는데, 처벌은 단순강도죄, 또는 특수강도죄의 예에 의한다.
4. 인질강도죄(형법 336조) 사람을 체포·감금·약취 또는 유인하여 이를 인질로 삼아 재물 또는 재산상의 이익을 취득하거나 제3자로 하여금 이를 취득하게 한 자는 3년 이상의 유기징역에 처한다.
5. 강도상해·치상죄(형법 337조):강도가 사람을 상해하거나 치상하게 함으로써 성립하는데, 처벌은 무기 또는 7년 이상의 징역에 처한다.
6. 강도살인·치사죄(형법 338조):강도가 사람을 살해하거나 치사하게 함으로써 성립하는데, 처벌은 살해할 경우 사형 또는 무기징역이며 치사의 경우 무기징역, 10년 이상의 징역이다.
7. 강도강간죄(형법 339조):강도가 부녀를 강간함으로써 성립하는데, 처벌은 무기 또는 10년 이상의 유기징역이다.
8. 해상강도죄(형법 340조 1항):여러 사람이 위력으로 해상에서 선박을 강취하거나 선박 내에 침입하여 타인의 재물을 강취함으로써 성립한다. 처벌은 무기 또는 7년 이상의 징역에 처한다.
9. 해상강도상해·치상죄(형법 340조 2항):해상강도가 사람을 상해하거나 치상하게 함으로써 성립한다. 처벌은 무기 또는 10년 이상의 징역에 처한다.
10. 해상강도살인·치사·강간죄(형법 340조 3항):해상강도가 사람을 살해 또는 치사하게 하거나 부녀를 강간함으로써 성립한다. 처벌은 사형 또는 무기징역에 처한다.
11. 상습강도죄(형법 341조):상습으로 단순강도죄·특수강도죄·약취강도죄 또는 해상강도죄를 범함으로써 성립한다. 처벌은 무기 또는 10년 이상의 징역에 처한다.
12. 강도예비·음모죄(형법 343조):강도할 목적으로 예비 또는 음모를 함으로써 성립하는데, 처벌은 7년 이하의 징역에 처한다.

### 강도죄와 다른 재산범죄의 구별
1. 폭행, 협박을 수단으로 한다.
2. 재물 뿐 아니라 재산상

### 죄수

#### 강도상해
상해를 입은 피해자 수에 따라 죄수를 결정한다.

#### 상습강도와 강도상해
실체적 경합범으로 강도상해가 상습강도에 포괄흡수되지 않는다.

### 준강도죄

#### 주체
절도이다. 기수ᆞ미수는 불문한다.

#### 객체
타인 소유ᆞ타인 점유의 재물이다. 절도죄와 동일하다.

#### 기수시기
절도행위의 기수 여부를 기준으로 판단한다.

#### 죄수
- 절도범이 체포를 면탈할 목적으로 추격하여 온 수인에 대하여 같은 기회에 동시 또는 이시에 폭행 또는 협박을 하였다 하더라도 준강도의 포괄일죄가 성립한다.[4]
- 절도범이 체포를 면탈할 목적으로 경찰관에게 폭행, 협박을 가한 때에는 준강도죄와 공무집행방해죄를 구성하고 양 죄는 상상적 경합관계이다.[5]
- 강도범이 체포를 면탈할 목적으로 경찰관에게 폭행, 협박을 가한 때에는 강도죄와 공무집행방해죄를 구성하고 양 죄는 실체적 경합관계이다.[6]
- 절도범이 체포를 면탈할 목적으로 경찰관에게 폭행을 하여 상해를 가한 경우 강도상해죄와 공무집행방해죄를 구성하고 양 죄는 상상적 경합관계이다.[7]

#### 판례
- 절도범인이 처음에는 흉기를 휴대하지 아니하였으나, 체포를 면탈할 목적으로 폭행 또는 협박을 가할 때에 비로소 흉기를 휴대하여 사용하게 된 경우에는 형법 제334조의 예에 의한 특수강도의 준강도가 된다.[8]
- 甲이 乙과 공모하여 타인의 재물을 절취하려다 미수에 그친 이상 乙이 체포를 면탈하려 고 경찰관에게 상해를 가할 때 甲이 비록 거기에는 가담하지 아니하였다고 하더라도 乙 의 행위를 예견하지 못한 것으로 볼 수 없는 한 준강도상해의 죄책을 면할 수 없다.[9]
- 준강도죄에 있어서의 폭행이나 협박은 반드시 현실적으로 반항을 억압하였음을 필요로 하는 것은 아니다.[10]
- 절도피해자가 잠을 자다가 이마를 맞고 잠이 깨어 비로소 맞은 것을 알았다고 진술할 뿐이라면 준강도상해의 죄책을 지울 수 없다.[11]
- 강도죄에 있어서의 폭행, 협박은 반드시 재물의 소유자 또는 점유자에 대하여 가해져야 하는 것은 아니다.[12]
- 소위 ‘날치기’와 같이 강제력을 사용하여 재물을 절취하는 행위가 때로는 피해자를 넘어 뜨리는 경우가 있고, 그러한 결과가 피해자의 반항 억압을 목적으로 함이 없이 점유탈취의 과정에서 우연히 가해진 경우라면 강도죄가 성립하지 아니한다.[13]
- 강간범이 강간행위 후에 강도의 범의를 일으켜 그 부녀의 재물을 강취하는 경우에는 형 법상 강도강간죄가 아니라 강간죄와 강도죄의 경합범이 성립한다.[14]
- 강도범행에 의하여 피해자로 하여금 채무면제의 의사표시를 하게 한 경우, 이러한 피해 자의 의사표시는 사법상 무효 또는 취소사유에 해당하지만 강도죄에 있어서의 재산상 이익에는 해당한다.[15]
- 절도미수범이 체포를 면탈할 목적으로 폭행한 행위는 준강도미수죄에 해당한다[16].
- 절도범이 경비원에 의하여 현행범인으로 체포되었으나, 아직 경찰관에게 인도되지 아니한 상태에서 체포상태를 면하기 위하여 폭행한 경우는 준강도죄가 성립한다[17].
- 강도살인죄에 있어서의 강도에는 준강도도 포함된다[18].
- 강도예비․음모죄가 성립하기 위해서는 예비․음모 행위자에게 미필적으로라도 ‘강도’를 할 목적이 있음이 인정되어야 하고 그에 이르지 않고 단순히 ‘준강도’할 목적이 있음에 그치는 경우에는 강도예비․음모죄로 처벌할 수 없다[19].
- 본범자와 공동하여 장물을 운반한 경우에 본범자는 장물죄에 해당하지 않으나 그 외의 자의 행위는 장물운반죄를 구성하므로, 피고인이 본범이 절취한 차량이라는 정을 알면서도 본범 등으로부터 그들이 위 차량을 이용하여 강도를 하려 함에 있어 차량을 운전해 달라는 부탁을 받고 위 차량을 운전해 준 경우, 피고인은 강도예비와 아울러 장물운반의 고의를 가지고 위와 같은 행위를 하였다고 봄이 상당하다[20].

## 강도상해죄
강도상해죄(强盜傷害罪)는 강도가 재물 탈취 과정에서 사람을 상해한 경우 성립하며, 대한민국 형법 제336조 제1항에 규정되어 있는 중범죄이다. 절도범인이 체포를 면탈할 목적으로 체포하려는 여러 사람에게 같은 기회에 폭행을 가하여 그 중 1인에게만 상해를 가하였다면 포괄하여 하나의 강도상해죄만 성립한다.

## 강도치사죄
강도치사죄(強盜致死罪)란 강도가 고의는 없었으나 잘못하여 사람을 죽게 함으로써 성립하는 범죄를 말한다.

#### 판례
피고인들이 등산용 칼을 이용하여 노상강도를 하기로 공모한 사건에서 범행 당시 차안에서 망을 보고 있던 피고인 갑이나 등산용 칼을 휴대하고 있던 피고인 을과 함께 차에서 내려 피해자로부터 금품을 강취하려 했던 피고인 병으로서는 그때 우연히 현장을 목격하게 된 다른 피해자를 피고인 을이 소지중인 등산용 칼로 살해하여 강도살인행위에 이를 것을 전혀 예상하지 못하였다고 할 수 없으므로 피고인들 모두는 강도치사죄로 의율처단함이 옳다.

## 준강도죄
- 준강도죄는 신분범이며 목적범이다.[23]

#### 판례
- 준강도죄의 성립에 필요한 수단으로서의 폭행이나 협박의 정도는 상대방의 반항을 억압하는 수단으로서 일반적․객관적으로 가능하다고 인정되는 정도의 것이면 되고 반드시 현실적으로 반항을 억압하였음을 필요로 하는 것은 아니다.[24]
- 준강도죄의 기수 여부는 절도행위의 기수 여부를 기준으로 판단하여야 한다.[25]

## 강도살인죄

### 판례
- 甲이 피해자의 재물을 강취한 후 살해할 목적으로 피해자의 집에 방화하여 피해자가 사망하였다면 甲의 행위는 강도살인죄와 현주건조물방화치사죄의 상상적 경합이 성립한다[26]
- 甲은 乙의 택시에 승차하여 택시요금을 요구하는 乙의 추급을 벗어나고자 乙을 살해한 직후 乙의 주머니에서 택시 열쇠와 돈 8,000원을 꺼내어 乙의 택시를 운전하고 현장을 벗어난 경우 甲에게 강도살인죄가 적용된다.[27]
- 강도 실행의 범의를 포기한 직후로서 사회통념상 범죄행위가 완료되지 않았다고 볼 수 있는 단계에서 살인이 행해진 경우는 강도살인죄를 구성한다.[28]
- 채무자가 채무를 면탈할 의사로 채권자를 살해하였더라도 채무의 존재가 명백할 뿐만 아니라 채권자의 상속인이 존재하고 그 상속인에게 채권의 존재를 확인할 방법이 확보되어 있는 경우 강도살인죄가 성립할 수 없다.[29]

## 강도음모죄
강도를 할 목적으로 둘 이상의 사람이 범행을 실행하기로 합의(음모)하는 범죄이다. 형법 제343조에 강도예비죄와 함께 규정되어 있다.
제343조 (예비, 음모)강도할 목적으로 예비 또는 음모한 자는 7년 이하의 징역에 처한다.

### 판례
- 같은 부대에 근무하던 甲과 乙이 수회에 걸쳐 ‘총을 훔쳐 전역 후 은행이나 현금수송차량을 털어 한탕 하자.’는 말을 나눈 경우, 강도음모죄가 성립하지 않는다.[30]

## 같이 보기
- 항공기 납치
- 발라클라바 (쓰개)
- 은행강도
- 주거침입죄·퇴거불응죄
- 약탈
- 마피아
- 무법자
- 해상강도

## 비슷한 범죄
- 절도
- 살인
- 협박
- 폭행